# Championnat d'Angleterre de rugby à XV de 2e division 2018-2019
Navigation
Greene King IPA Championship
 2017-2018 RFU Championship 2019-2020
Le Championnat d'Angleterre de rugby à XV de 2e division 2018-2019 oppose douze équipes anglaises de rugby à XV. Le championnat débute le 31 août 2018 et s'achève en 27 avril 2019. À la fin du championnat, l'équipe en tête du classement est promu en Gallagher Premiership et la dernière du classement est rétrogradée en National League One.
Bristol Bears, vainqueurs RFU Championship, est promu en première division et remplacé par les London Irish. Coventry RFC, vainqueur du National League One, est promu en deuxième division et remplace les Rotherham Titans.

## Liste des équipes en compétition
La compétition oppose pour la saison 2018-2019 douze équipes anglaises de rugby à XV :
| - Bedford Blues - Cornish Pirates - Coventry RFC - Doncaster Knights | - Ealing Trailfinders - Hartpury University RFC - Jersey Reds - London Scottish | - London Irish - Nottingham RFC - Richmond FC - Yorkshire Carnegie |

## Classement
| Rang | Club                    | J  | V  | N | D  | Bo | Bd | Pm  | Pe  | Diff | Pts |
| ---- | ----------------------- | -- | -- | - | -- | -- | -- | --- | --- | ---- | --- |
| 1    | London Irish (R)        | 22 | 20 | 0 | 2  | 18 | 1  | 835 | 340 | +495 | 99  |
| 2    | Ealing Trailfinders     | 22 | 17 | 0 | 5  | 16 | 2  | 733 | 503 | +230 | 86  |
| 3    | Bedford Blues           | 22 | 13 | 0 | 9  | 11 | 6  | 632 | 603 | +29  | 69  |
| 4    | Jersey Reds             | 22 | 12 | 0 | 10 | 9  | 6  | 554 | 442 | +112 | 63  |
| 5    | Cornish Pirates         | 22 | 10 | 0 | 12 | 12 | 7  | 556 | 507 | +49  | 59  |
| 6    | Yorkshire Carnegie      | 22 | 11 | 0 | 11 | 8  | 3  | 475 | 549 | -74  | 55  |
| 7    | Nottingham RFC          | 22 | 10 | 1 | 11 | 7  | 3  | 508 | 597 | -89  | 52  |
| 8    | Coventry RFC (P)        | 22 | 9  | 1 | 12 | 7  | 6  | 497 | 637 | -140 | 51  |
| 9    | London Scottish         | 22 | 8  | 0 | 14 | 7  | 4  | 468 | 616 | -148 | 43  |
| 10   | Doncaster Knights       | 22 | 8  | 0 | 14 | 6  | 4  | 546 | 617 | -71  | 42  |
| 11   | Hartpury University RFC | 22 | 7  | 0 | 15 | 4  | 4  | 415 | 634 | -219 | 36  |
| 12   | Richmond FC             | 22 | 6  | 0 | 16 | 4  | 5  | 430 | 604 | -174 | 33  |

|  | promu en Gallagher Premiership (no 1).                               |
|  | Relégué en The National League One pour la saison 2019-2020 (no 12). |
|  | R : relégué 2018 ; P : promu 2018                                    |

Attribution des points : victoire sur tapis vert : 5, victoire : 4, match nul : 2, défaite : 0, forfait : -2 ; plus les bonus (offensif : 4 essais marqués ; défensif : défaite par 7 points d'écart maximum).
Règles de classement : 1. Nombre de victoires ; 2.différence de points ; 3. nombre de points marqués ; 4. points marqués dans les matchs entre équipes concernées ; 5. Nombre de victoires en excluant la 1re journée, puis la 2e journée, et ainsi de suite.

## Bilan de la saison
Terminant la saison à la première place, London Irish assure sa remontée en Premiership. Le Richmond FC, terminant à la dernière place, est quant à lui relégué en National League One.